# Elvetéltek és halva születettek könyve
Az Elvetéltek és halva születettek könyve olyan imát tartalmaz, mely azoknak segít, kik a csecsemőjüket a fogantatástól 3 éves korig vesztették el. Ezt a könyvet Cornwallban, Tintagel Szent Pálnak szentelt római katolikus templomában őrzik, és minden misén az oltáron áll.

## Története
Az Elvetéltek és halva születettek könyvét Myke és Miriam Rosenthal-English hozta létre, miután elvesztették első gyermeküket, Ruthot, aki 14 hetes volt, mikor anyja elvetélt. Azóta a plymouthi egyházmegyében több papot arra szenteltek fel, hogy tartsa a lelket az ilyet átélt emberekben, vallástól, felekezettől függetlenül, világszerte.
Az Elvetéltek és halva születettek könyve elérhető elektronikus formában is, ahol a papír alapú bejegyzések 99%-a olvasható. A szülők dönthetik el, hogy ide is beírják-e a gyermek nevét, vagy csak a papíralapú emlékkönyvbe.